# Округ Ривс (Тексас)
Округ Ривс (енгл. Reeves County) је округ у америчкој савезној држави Тексас. По попису из 2010. године број становника је 13.783.

## Демографија
Према попису становништва из 2010. у округу је живело 13.783 становника, што је 646 (4,9%) становника више него 2000. године.
| Група             | 2000.         | 2010.          |
| Белци             | 3.131 (23,8%) | 2.690 (19,5%)  |
| Афроамериканци    | 276 (2,1%)    | 690 (5,0%)     |
| Азијати           | 46 (0,4%)     | 119 (0,9%)     |
| Хиспаноамериканци | 9.640 (73,4%) | 10.233 (74,2%) |
| Укупно            | 13.137        | 13.783         |